# Sint-Martensmolen

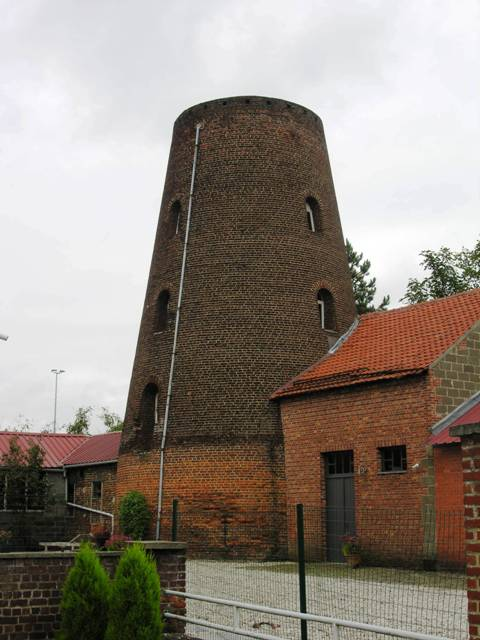
Sint-Martensmolen

De Sint-Martensmolen is een windmolenrestant in de Vlaams-Brabantse plaats Lubbeek, gelegen aan de Broekstraat 29.
Deze ronde stenen molen van het type beltmolen fungeerde als korenmolen.

## Geschiedenis
In 1791 werd op deze plaats een standerdmolen opgericht. In 1864 werd deze door een stenen molen vervangen. In 1921 verdween het wiekenkruis en maalde men voortaan met een gasmotor, later een elektromotor. Vanaf 1941 werd gemalen met walsen. Deze elektrische maalinrichting is nog aanwezig.
Het molenaarshuis is van 1937. De molenberg werd afgegraven.